# Fuente la Lancha
Fuente la Lancha er en by og kommune i det sydlige Spanien i provinsen Córdoba. Den har et indbyggertal på 339 (2024) indbyggere.